# 핀타 (소프트웨어)
핀타(Pinta)는 오픈 소스, 크로스 플랫폼 비트맵 이미지 편집 및 제작 프로그램이다. Paint.NET에 영감을 받아 만들어졌으며, 마이크로소프트 윈도우의 이미지 편집 프로그램인 그림판과 유사한 기능을 보유하였다. 핀타는 마이크로소프트(MS) 그림판에 비하면 기능이 많지만 김프보다는 기능이 적고 단순하다.
MS그림판처럼 사용이 가볍고 간편하나 레이어 기능 등을 지원한다.
최근 안정판은 2015년 이후로 현재 나오지 않고 있다.

## 역사
핀타(Pinta)는 2010년 2월 조나단 팝스트(Jonathan Pobst)가 개발을 시작했으며 당시에는 노벨(Novell)에서 근무했었다. 2011년 9월 팝스트는 더 이상 핀타를 개발하는데 관심이 없다고 발표했다. 이어서 새로운 개발자 그룹이 프로젝트를 계속 진행했다.
핀타는 C#으로 작성되었으며 GTK+ 툴킷과 카이로 라이브러리를 사용한다. 코드 조정 및 효과 필터는 원래 Paint.NET에서 제공되었지만 그 외 프로젝트는 자체 코드이다.

## 기능
- 제한 없는 실행 취소 기록.[2][9]
- 다양한 언어 지원.
- 유연한 도구 모음 정리 및 창을 띄워놓거나 이미지 근처에 놓기에 용이.

## 같이 보기
- Paint.NET
- 김프
- 그림판
- 이미지매직
- 크리타